# Galisteo (New Mexico)
|  | Dieser Artikel wurde aufgrund von inhaltlichen Mängeln auf der Qualitätssicherungsseite des Projektes USA eingetragen. Hilf mit, die Qualität dieses Artikels auf ein akzeptables Niveau zu bringen, und beteilige dich an der Diskussion! Eine nähere Beschreibung der zu behebenden Mängel fehlt. |

Galisteo ist ein Census-designated place (CDP) in Santa Fe County, New Mexico, USA. Es ist Teil der Santa Fe, New Mexico Metropolitan Statistical Area. Bei der Volkszählung im Jahr 2000 wurden 265 Einwohner erfasst. Das Dorf liegt südlich des Galisteo Basin am Galisteo Greek.